# O Solista
O Solista (em inglês:  The Soloist) é um filme dramático britano-estadunidense de 2009 dirigido por Joe Wright e estrelado por Jamie Foxx e Robert Downey, Jr.. O roteiro, de Suasannah Grant, foi baseado no livro The Soloist, de Steve Lopez, que conta a vida de Nathaniel Ayers.

## Sinopse
Steve Lopez é um jornalista do L.A. Times, que após um acidente de bicicleta é levado para o hospital e, um dia, percebe um belíssimo som de violino. Após investigação, Lopez descobre Nathaniel Ayers, um mendigo diagnosticado com esquizofrenia que vê na música clássica a única alegria de sua vida. Lopez e Ayers se tornam grandes amigos e passam a compartilhar ideias sobre o violoncelo.

## Elenco
| Ator               | Papel                  |
| ------------------ | ---------------------- |
| Jamie Foxx         | Nathaniel Ayers        |
| Robert Downey, Jr. | Steve Lopez            |
| Catherine Keener   | Mary Weston            |
| Tom Hollander      | Graham Claydon         |
| Lisa Gay Hamilton  | Jennifer               |
| Rachael Harris     | Leslie Bloom           |
| Jena Malone        | Técnica do laboratório |
| Stephen Root       | Curt Reynolds          |
| Linda Harris       | Linda                  |
| Lorraine Toussaint | Flo Ayers              |